# گیلفچ گوک
گیلفچ گوک (به انگلیسی: Gilfach Goch) یک روستا در بریتانیا است که در روندا کنون تاو واقع شده‌است. گیلفچ گوک ۳٬۴۳۶ نفر جمعیت دارد.